# Bače
Bače (nemško Faak) je vaško, sedaj pretežno letoviško naselje med Rožem in Ziljo na nadmorski višini 560 m, 9 km jugovzhodno od Beljaka.
Bače so z železnico povezane z Podrožco in so zdraviliški in kopališki kraj ob Baškem jezeru pod severnim vznožjem Kepe (2143 m). Naselje z okolico je eden od najlepših krajinskih prizorov v Karavankah. Dostop po cesti, ki se v naselju Podgorje odcepi od ceste Bistrica v Rožu - Brnca.
Bače so rojstni kraj Slovenskega župnika in skladatelja na Koroškem Franca Treiberja, avtorja znane pesmi »Nmau čriz izaro«. Prav tako so rojstni kraj župnika in zavednega slovenca, Jurija Trunka. Vaška cerkev je značilna goska stavba z izstopajočim prezbiterijem z zašiljenimi okni in sočasno ladjo pod dvokapno streho. Na južni strani je delno v telo cerkve vtisnjen zvonik.